# Sapromyza chiloensis
Sapromyza chiloensis är en tvåvingeart som beskrevs av Malloch 1933. Sapromyza chiloensis ingår i släktet Sapromyza och familjen lövflugor. Inga underarter finns listade i Catalogue of Life.